# 徳蔵院
徳蔵院（とくぞういん）は、千葉県松戸市日暮にある真言宗豊山派の寺院。

## 歴史
後花園天皇の時代（1428年 - 1464年）に、下総国分寺（市川市）の隠居寺として深慶（しんけい）という僧により創建された。戦国時代、高城氏の出城として消失し、幾度かの罹災を経て本堂は享保年間（1720年頃）の建築。開山当初の本尊は薬師如来。その後阿弥陀如来、観世音菩薩と変わる。

## 境内

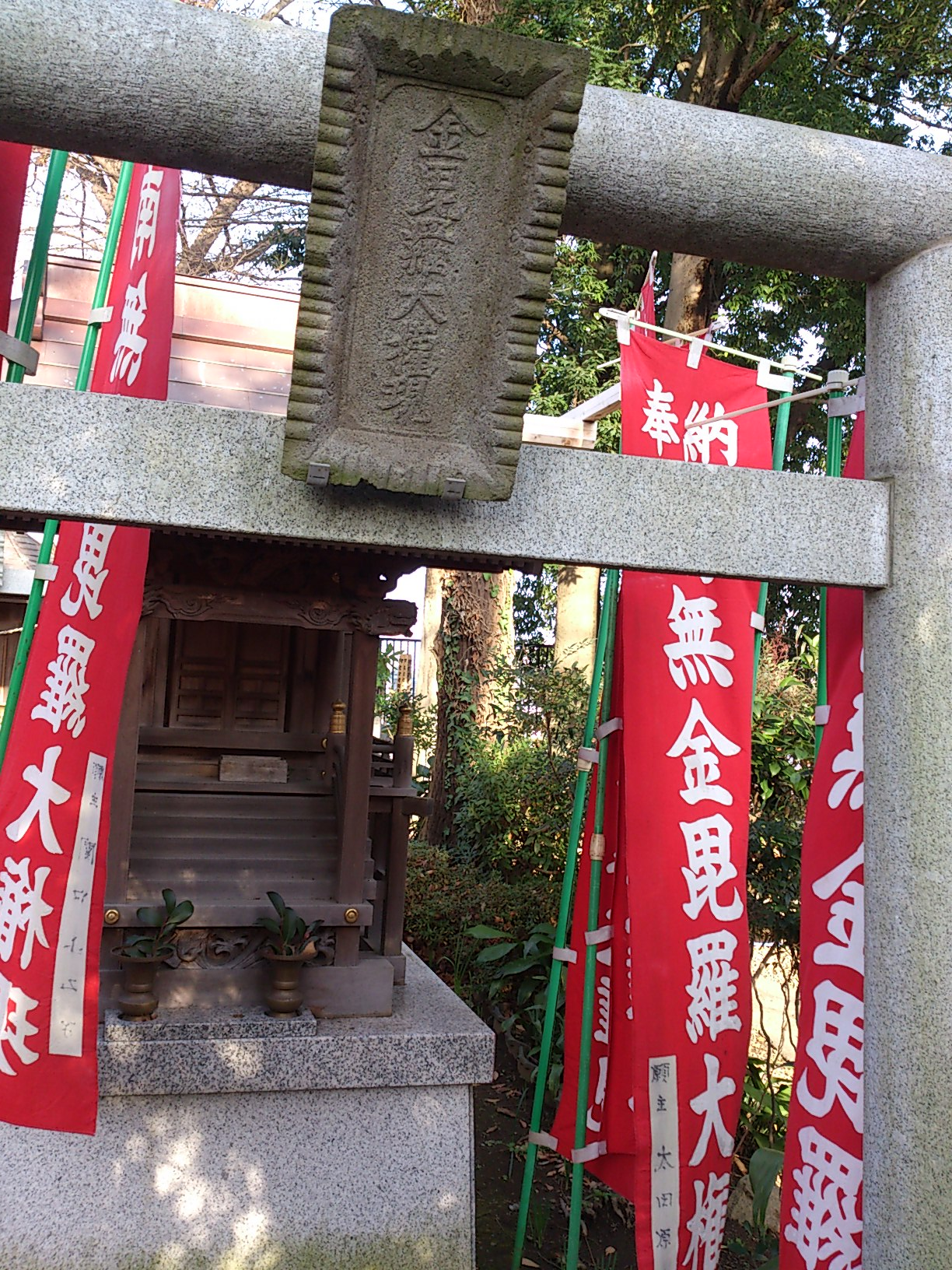
金毘羅堂

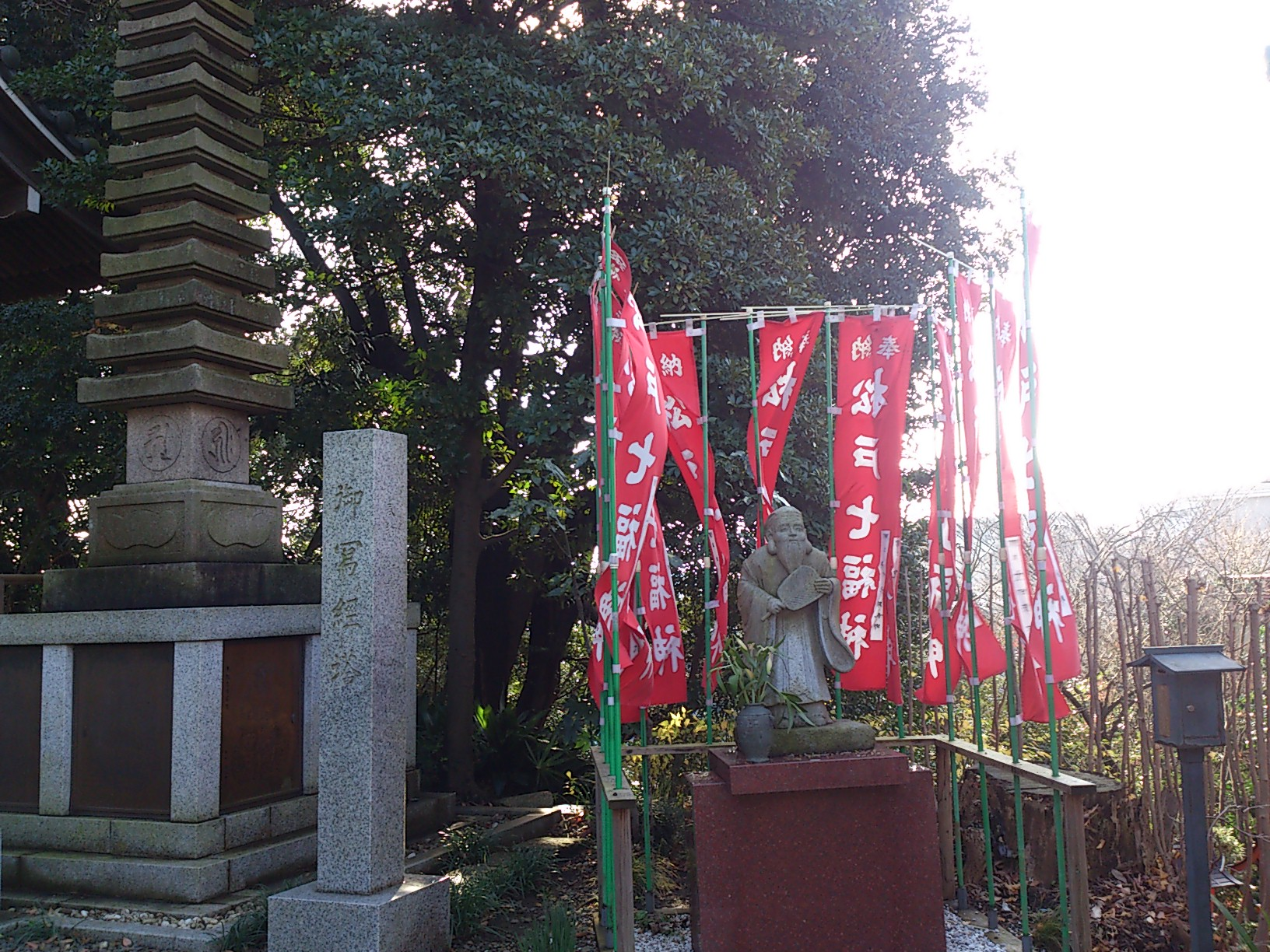
寿老人

藤塚稲荷
国府台合戦で破れ切腹した武士を祀っている。元々は八柱駅の北口にあり、国府台合戦で負けた兵士を表立って弔うことが許されなかったため稲荷社を祀り、その脇に藤を植えて塚をカムフラージュしていたと伝えられている。1972年（昭和47年）に始まった八柱駅周辺の区画整理により八柱駅北口のロータリ脇に仮宮として移設され、本宮は徳蔵院の境内に祀られた。

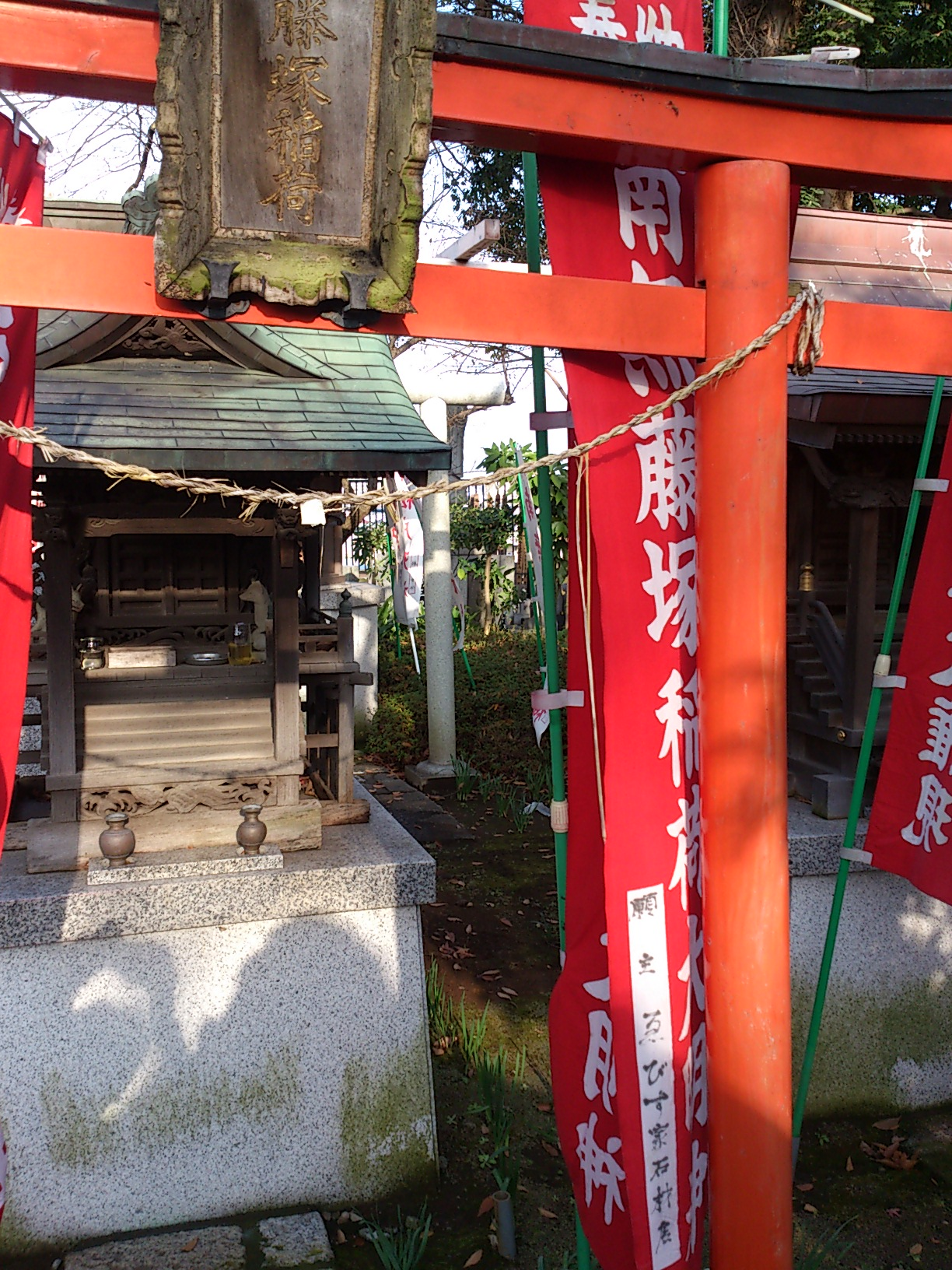
藤塚稲荷本宮（徳蔵院境内）
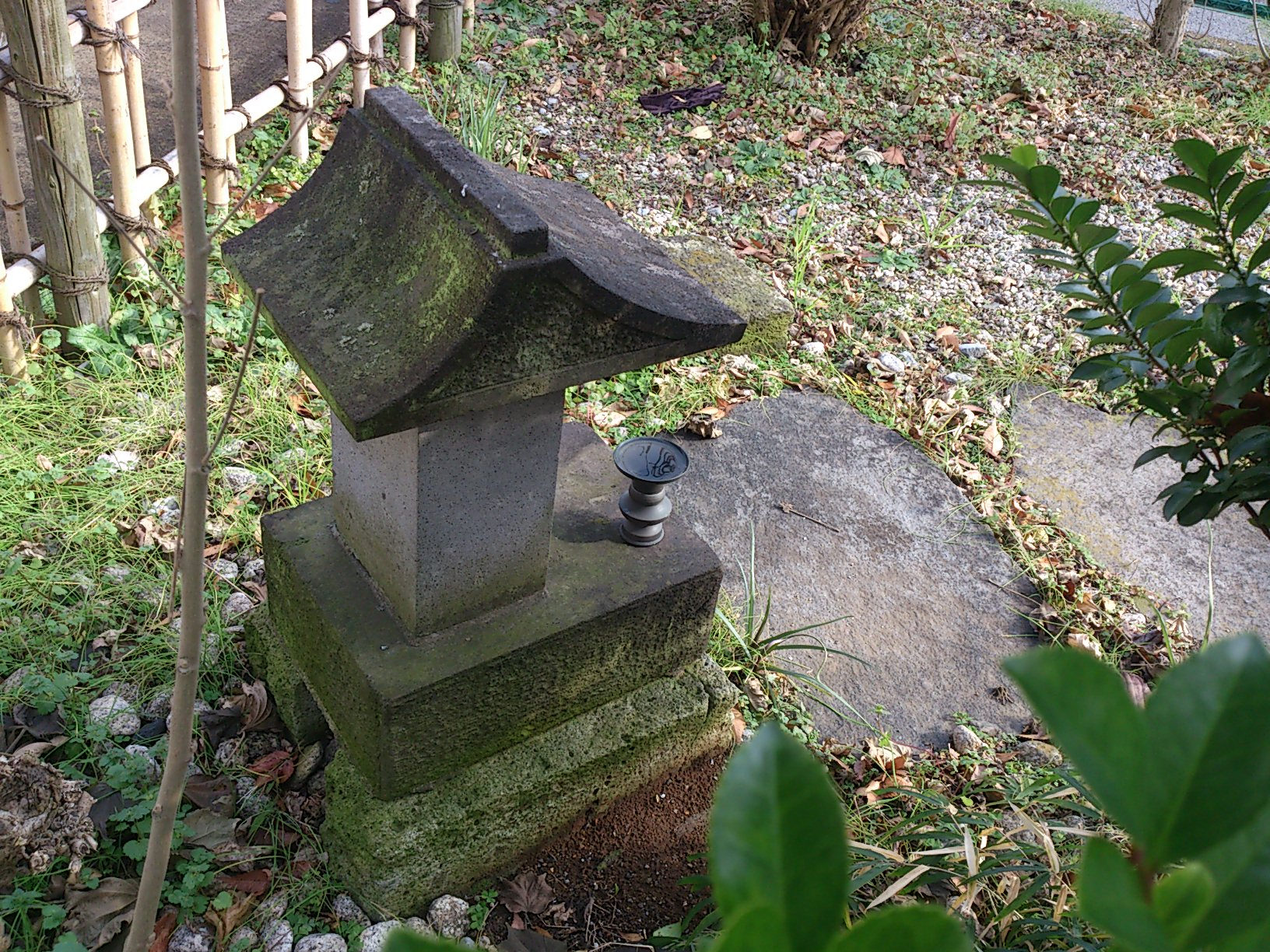
藤塚稲荷仮宮（八柱駅北口）

金毘羅堂
創建年は不明。金毘羅様は航海と水の神様として古くから信仰されているので、徳蔵院南側の崖下は昔、東京湾よりの入り海だったとする説がある。
- 金毘羅堂

寿老人
松戸七福神のひとつ。
- 寿老人

## 年中行事
- 1月1日 - 元朝護摩供厳修、初詣、七福神巡り
- 2月3日 - 節分会、大般若転読会
- 3月11日 - 震災法要
- 3月18日-3月24日 - 彼岸会
- 4月8日 - 花まつり、釈尊降誕会
- 8月13日-8月16日 - 盂蘭盆会（うらぼんえ）
- 8月18日 - 大施餓鬼会
- 9月20日-9月26日 - 彼岸会
- 9月十五夜の日 - 観月会、お月見の日
- 12月1日 - 先師忌
- 12月31日 - 除夜の鐘

## 交通アクセス
京成松戸線の八柱駅または東日本旅客鉄道（JR東日本）武蔵野線の新八柱駅から徒歩で約7分